# نيلز هان
نيلز هان (بالألمانية: Niels Hahn) هو لاعب كرة قدم نمساوي في مركز الوسط، ولد في 24 مايو 2001. لعب مع أوستريا فيينا.

## وصلات خارجية
- نيلز هان على موقع قاعدة بيانات كرة القدم.إي يو (الإنجليزية)
- نيلز هان على موقع Soccerway.com (الإنجليزية)
- نيلز هان على موقع عالم كرة القدم.نت (الإنجليزية)